# Керович, Радивое
Радивое Керович (сербохорв. Радивоје Керовић / Radivoje Kerović; 1913, Тобут — 20 января 1946, Маевица) — югославский военный, воевода четников во время Второй мировой войны.

## Биография

### Семья
Родился в 1913 году в селе Тобут у горы Маевица (современный северо-восток Боснии и Герцеговины, Республика Сербская) в богатой и многочисленной сербской семье. Его отец Благое Керович состоял в Сокольском движении и организации «Млада Босна». После Сараевского убийства бежал в Сербию, записался добровольцем в сербскую армию и участвовал в прорыве Салоникского фронта. Кавалер ряда орденов и медалей, после войны был народным депутатом и председателем общины Прибой.
Дед Митар и дядя Неджо погибли в годы Первой мировой войны в концлагере Мелерсдорф, ещё один дядя Йован бежал из австро-венгерской армии, записался добровольцем в Русскую императорскую армию и погиб в 1916 году при Добрудже.

### Война
После оккупации Югославии Радивое и его отец Благое примкнули к четникам Драголюба Михаиловича. Благое отправился на Равну-гору, но был пойман на дороге Лозница — Валево немецкими войсками и расстрелян. К середине 1942 года действовала Маевицкая четницкая бригада, которой командовал некоторое время Керович, хотя первым командиром с 4 марта 1942 года по приказу Михайловича был назначен Стеван «Леко» Дамьянович.
Керович и Дамьянович, зная, чтоб обеспечение охраны штаба Маевицкого партизанского отряда достаточно слабое, окружили село Вукосавци и атаковали штаб отряда. Группа четников с гранатами и пистолетами ворвалась в дом и застрелила там доктора Мустафу Муйбеговича, Перо Чускича и Крсто Поповича. В ответ перестрелку завязали партизаны из соседнего дома: в бой пошли Иван «Ирац» Маркович и Фадил «Шпанац» Яхич, которые разгромили нападавших. Четники окружили дом, и партизаны выбрались сквозь кольцо окружения, но попались в засаду и были убиты. В ходе боя погибло всего 30 человек Маевицкого партизанского отряда.
В связи с разногласиями между Керовичем и Дамьяновичем генерал Михаилович переименовал их формирование в Маевицко-Посавкую бригаду и назначил её командиром капитана 1 класса Драгослава Рачича, а Керович стал командиром запаса в бригаде.
30 мая 1942 года Керович в Лопаре подписал Соглашение о сотрудничестве четников и Независимого государства Хорватия. Во время операций в Восточной Боснии 13-я горная дивизия СС «Ханджар» (1-я хорватская) установила контакт с четниками-коллаборационистами и подключила их к своим операциям. 16 мая 1944 года состоялась первая встреча четников-коллаборационистов Радивое Керовича и боснийцев-мусульман из Ваффен-СС, которые сражались против партизан и остальных четников. Представители 27-го полка СС также встретились с четниками-коллаборационистами 4 июня у монастыря Тавна, в июле командир дивизии Дезидериус Хампель лично встречался с Керовичем.
Дамьянович и Керович участвовали в марте — апреле 1944 года антипартизанской операции в Восточной Боснии с бойцами 13-й горной дивизии СС «Ханджар», с которыми договорились о поиске и уничтожении всех партизанских госпиталей и партизанских агентов на северо-востоке Боснии.

### Гибель
20 января 1946 года воевода Радивое Керович погиб в бою у горы Маевица после двухдневной операции против Корпуса народной обороны Югославии под командованием Бранко Стояновича. Стоянович после перестрелки преследовал в течение 30 км Керовича и убил его.